# Столичний експрес (поїзд № 780/779)
«Столи́чний експрéс» № 780/779 — фірмовий пасажирський поїзд Укрзалізниці сполученням Вінниця — Київ — Суми.
Протяжність маршруту складає 370 км до Києва і 571 км до Вінниці.
На даний поїзд є можливість придбати електронний квиток.

## Історія
16 січня 2016 року поїзд вирушив у перший рейс.
За 4 дні після запуску цим експресом скористалось понад 1,4 тис пасажирів.
З 18 березня по 31 травня 2020 року за постановою Кабінету Міністрів України поїзд і всі інші скасували через пандемію коронавірусу.
З 1 червня 2020 року «Укрзалізниця» відновила курсування пасажирського поїзда за маршрутом Суми — Київ. Також з 13 червня 2020 року відновлено рух до Вінниці.
З 19 жовтня 2020 через попадання Сум у «червону зону» скорочено маршрут руху поїзда до станції Білопілля, а також скасовано посадку на поїзди «Вечірні зорі» № 22/21 Харків — Трускавець, «Ужгород» № 46/45 Ужгород — Лисичанськ.
У грудні 2020 року кандидат економічних наук, який займається питаннями стратегічного розвитку підприємств транспорту Дмитро Власенко вважає, що квитки на поїзд сполученням Суми — Київ мають бути дешевшими, оскільки він не відповідає вимогам класу «Інтерсіті».
З 28 березня 2021 року могли бути скасовані зупинки на станціях Білопілля, Бахмач-Пасажирський, Ніжин і Дарниця, але через численні прохання ці зупинки залишили.
На травневі свята і Великдень 30 квітня, 4, 7 та 10 травня 2021 року курсував до Вінниці.

## Інформація про курсування
Поїзд «Столичний експрес» курсує цілий рік, щоденно (по буднях до Києва, у вихідні дні —  до Вінниці). На маршруті руху зупиняється на 7 проміжних станціях (до Києва) та 9 проміжних станціях (до Вінниці). Станція зміни локомотива — Ворожба.
| Розклад руху потяга «Столичний експрес» (з 13.01.2021) | Розклад руху потяга «Столичний експрес» (з 13.01.2021) | Розклад руху потяга «Столичний експрес» (з 13.01.2021) | Розклад руху потяга «Столичний експрес» (з 13.01.2021) | Розклад руху потяга «Столичний експрес» (з 13.01.2021) |
| Час прибуття                                           | Час відправлення                                       | Станція                                                | Час прибуття                                           | Час відправлення                                       |
| ------------------------------------------------------ | ------------------------------------------------------ | ------------------------------------------------------ | ------------------------------------------------------ | ------------------------------------------------------ |
| —                                                      | 05:26                                                  | Суми                                                   | 21:45                                                  | —                                                      |
| 10:00                                                  | 10:15                                                  | Київ                                                   | 16:47                                                  | 17:07                                                  |
| 13:11                                                  | —                                                      | Вінниця                                                | —                                                      | 13:46                                                  |

Актуальний розклад руху вказано у розділі «Розклад руху призначених поїздів» на офіційному вебсайті «Укрзалізниці».

## Склад потяга
Потяг сформовано у вагонному депо ПКВЧ-6 станції Суми.
Потягу встановлена схема з 4 фірмових вагонів різних класів комфортності:
- 3 сидячих;
- 1 купейний.

Склад потяга може відрізнятися від наведеної в залежності від сезону (зима, літо). Актуальну схему на конкретну дату можна подивитися в розділі «On-line резервування та придбання квитків» на офіційному вебсайті ПАТ «Укрзалізниця».